# Colí gorjanegre
El colí gorjanegre (Colinus nigrogularis) és una espècie d'ocell de la família dels odontofòrids (Odontophoridae) que habita sabanes amb pins, bosc i praderies des de la Península de Yucatán cap al sud fins al nord de Nicaragua.